# William Jackson Humphreys
William Jackson Humphreys, né 3 février 1862 et mort le 10 novembre 1949, est un physicien et chercheur atmosphérique américain.

## Biographie
Né le 3 février 1862 à Gap Mills, dans l'actuelle Virginie-Occidentale, de Jackson et Eliza Ann (née Eads) Humphreys,. Il a fréquenté les écoles primaires et secondaires publiques près de Gap Mills. Il étudie ensuite la physique à l'Université Washington & Lee en Virginie où il obtient un baccalauréat ès Arts en juin 1886. Il continue à l'Université Johns Hopkins à Baltimore, où il obtient son doctorat en 1897 où il assista Henry Augustus Rowland en spectroscopie,.
De 1889 à 1894, Humphreys a enseigné à l'école secondaire. De 1897 à 1905, il est passé à l'Université de Virginie où il enseigné au département de physique où il a aussi participé à des expéditions d'éclipses solaires avec l'Observatoire naval des États-Unis : en 1900 en Géorgie et en 1901 à Sumatra. Il a été engagé en 1905 par l'US Weather Bureau météorologique (maintenant le National Weather Service)
1905 et y est resté affilié jusqu'à son décès bien que techniquement retraité en 1935, après 30 ans de service. Avant sa retraite, il est devenu aussi éditeur à la revue Monthly Weather Review,.
Il décède le 10 novembre 1949 à Washington, DC.

## Recherches et notoriété

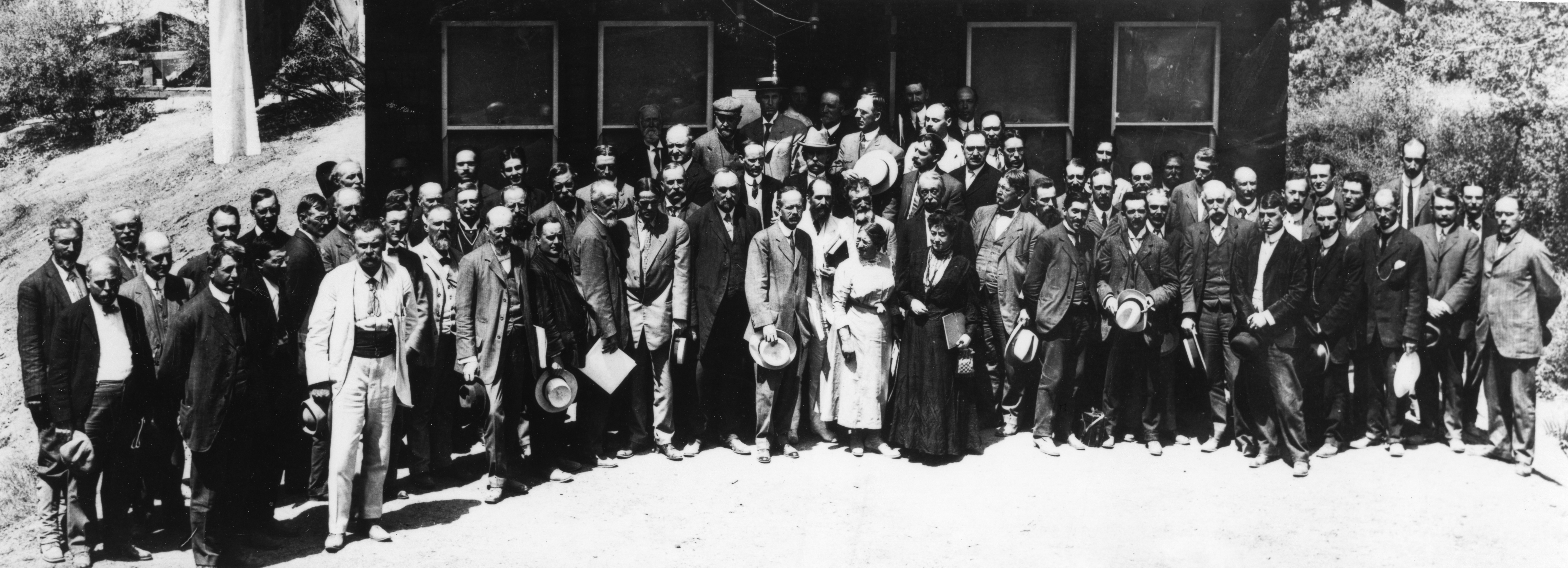
Humphreys à la quatrième conférence de l'Union internationale pour la coopération en recherche solaire à l'observatoire du Mont Wilson, 1910

Il travaille dans les domaines de la spectroscopie, de la physique atmosphérique et de la météorologie. Avant 1905, ses publications sont dans le domaine de la physique mais après avoir intégré le Weather Bureau, il s'est consacré à la météorologie.
Dans le domaine de la spectroscopie, il découvre le déplacement des raies spectrales sous pression. En physique atmosphérique, il trouve en 1909 un très bon modèle pour la stratosphère. Il écrit de nombreux livres, dont un manuel intitulé Physics of the Air, publié pour la première fois en 1920, et considéré comme un ouvrage standard de l'époque. Il conclut que l'éruption du mont Tambora en 1815 est responsable du refroidissement ultérieur connu sous le nom d'Année sans été.
En 1919, il est président de la Société philosophique de Washington. Il est élu à l'Académie américaine des arts et des sciences en 1921. En 1924, il est conférencier invité de l'ICM à Toronto. Il est élu à l'American Philosophical Society en 1929. Humphreys a aussi collaboré avec Wilson Bentley pour son livre « Snow Crystals », paru en 1931, des photographies des différents types de flocons de neige,.